# Charles Lennox, I duca di Richmond
Charles Lennox, I duca di Richmond e I duca di Lennox (Londra, 29 luglio 1672 – Chichester, 27 maggio 1723), fu uno dei figli illegittimi del re d'Inghilterra Carlo II Stuart, avuto con la sua amante Louise de Kérouaille, duchessa di Portsmouth.

## Biografia

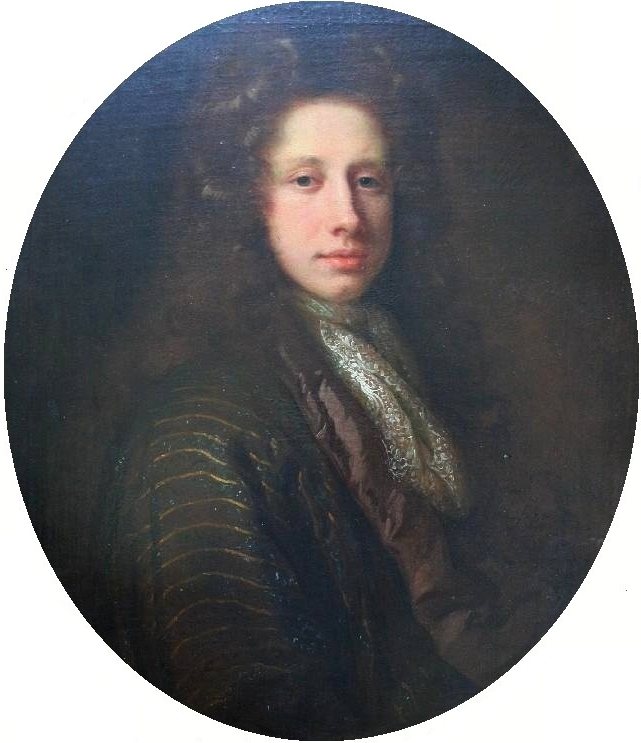
Il Duca di Richmond, Lennox e Aubigny ritratto da Simon Dubois

Charles era figlio del re d'Inghilterra Carlo II Stuart e di una delle sue amanti, Louise de Kérouaille, creata successivamente al titolo di duchessa di Portsmouth.
Charles venne creato Duca di Richmond, Conte di March e Barone di Settrington, divenendo Pari d'Inghilterra il 9 agosto 1675; in seguito fu nominato Duca di Lennox, Conte di Darnley e Barone di Torbolton, divenendo Pari di Scozia il 9 settembre 1675. Tali titoli vennero ricreati per Charles ma già appartenevano alla casata degli Stuart: nel 1672 era infatti morto senza eredi Charles Stewart, III duca di Richmond, VI duca di Lennox (1639–1672), cugino di quarto grado di re Carlo II.
Nel 1681 entrò a far parte dell'Ordine della Giarrettiera come cavaliere. Nel 1684 sua madre ottenne dal re di Francia il titolo di duchessa di Aubigny (nella Paria di Francia), titolo che ad ogni modo Charles non ereditò mai in quanto premorì a lady Louise e pertanto esso venne poi ereditato dal suo primogenito.
In seguito venne nominato anche Lord Alto Ammiraglio di Scozia e lo zio Giacomo, duca di York, poi re d'Inghilterra gli confermò questo titolo a vita.
Fu iniziato in Massoneria a Chichester nel 1696.
Prima di allearsi con Guglielmo III d'Orange, Statolder d'Olanda, fu sostenitore dei giacobiti.

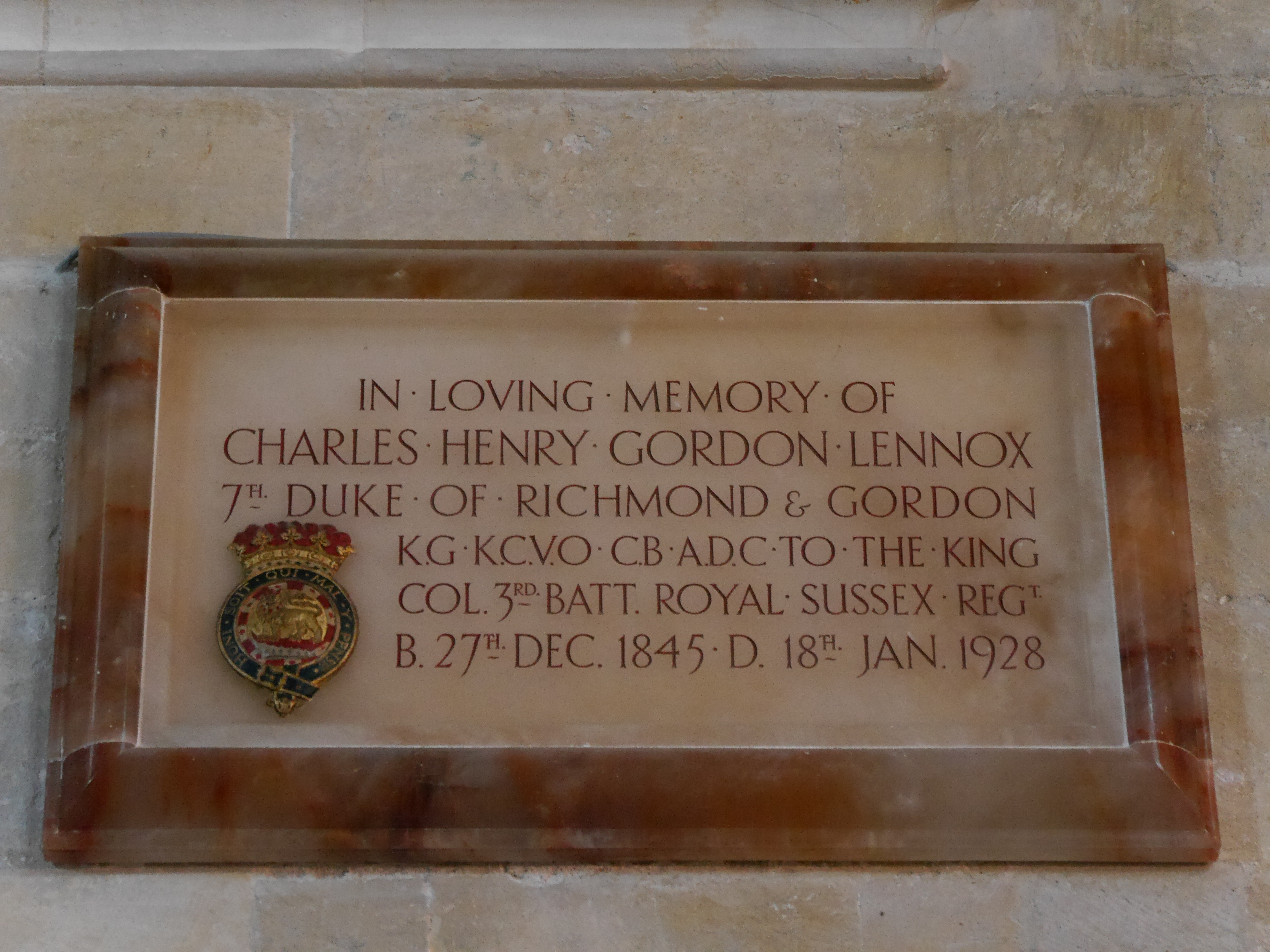
Memoriale di Charles Lennox alla Cattedrale di Chichester

Il Duca di Richmond, Lennox e Aubigny morì il 27 maggio 1723 e fu sepolto nella Cattedrale di Chichester.

## Interessi
Il Duca di Richmond era un noto appassionato del gioco del cricket in un'epoca in cui esso stava divenendo sempre più uno sport professionale, e fece il possibile per permetterne lo sviluppo nel Sussex. Egli venne coinvolto nell'organizzazione delle prime partite nazionali nella stagione 1697 che fu la prima ad essere riportata dalla stampa inglese. Il Duca di Richmond sponsorizzò anche una squadra per la stagione del 1702. Il figlio del Duca, il secondo Duca di Lennox, erediterà poi dal padre questo interesse per il cricket e diverrà patrono sia del Sussex county cricket teams che del Slindon Cricket Club.

## Matrimonio e figli
Charles si sposò con Anne Brudenell (m. 9 dicembre 1722), figlia di Francis Brudenell, barone Brudenell l'8 gennaio 1692; la coppia ebbe i seguenti figli:
- Louisa Lennox (24 dicembre 1694 – 15 gennaio 1716), sposò James Berkeley, III conte di Berkeley
- Charles Lennox, conte di March, poi II duca di Richmond e II duca di Lennox
- Anne Lennox, poi Contessa di Albemarle

Dalla sua amante Jacqueline de Mézières, Charles ebbe un figlio:
- Renée Lennox (1709–1774) amante di suo cugino Charles Beauclerk, II duca di St. Albans.

## Ascendenza
|                                               |                                                      |                                                           | Genitori                                     |  |  | Nonni |  |  | Bisnonni                |  |  | Trisnonni                   |  |
|                                               |                                                      |                                                           |                                              |  |  |       |  |  | Giacomo I d'Inghilterra |  |  | Enrico Stuart, Lord Darnley |  |
|                                               |                                                      |                                                           |                                              |  |  |       |  |  | Giacomo I d'Inghilterra |  |  | Enrico Stuart, Lord Darnley |  |
|                                               |                                                      | Maria Stuarda                                             |                                              |  |  |       |  |  | Giacomo I d'Inghilterra |  |  |                             |  |
| Carlo I d'Inghilterra                         |                                                      |                                                           |                                              |  |  |       |  |  | Giacomo I d'Inghilterra |  |  |                             |  |
|                                               |                                                      | Anna di Danimarca                                         | Federico II di Danimarca                     |  |  |       |  |  |                         |  |  |                             |  |
|                                               |                                                      | Anna di Danimarca                                         | Federico II di Danimarca                     |  |  |       |  |  |                         |  |  |                             |  |
|                                               |                                                      | Anna di Danimarca                                         | Sofia di Meclemburgo-Güstrow                 |  |  |       |  |  |                         |  |  |                             |  |
| Carlo II d'Inghilterra                        |                                                      | Anna di Danimarca                                         |                                              |  |  |       |  |  |                         |  |  |                             |  |
|                                               |                                                      | Enrico IV di Francia                                      | Antonio di Borbone-Vendôme                   |  |  |       |  |  |                         |  |  |                             |  |
|                                               |                                                      | Enrico IV di Francia                                      | Antonio di Borbone-Vendôme                   |  |  |       |  |  |                         |  |  |                             |  |
|                                               |                                                      | Enrico IV di Francia                                      | Giovanna III di Navarra                      |  |  |       |  |  |                         |  |  |                             |  |
| Enrichetta Maria di Borbone-Francia           |                                                      | Enrico IV di Francia                                      |                                              |  |  |       |  |  |                         |  |  |                             |  |
|                                               |                                                      | Maria de' Medici                                          | Francesco I de' Medici                       |  |  |       |  |  |                         |  |  |                             |  |
|                                               |                                                      | Maria de' Medici                                          | Francesco I de' Medici                       |  |  |       |  |  |                         |  |  |                             |  |
|                                               |                                                      | Maria de' Medici                                          | Giovanna d'Austria                           |  |  |       |  |  |                         |  |  |                             |  |
| Charles Lennox, I duca di Richmond            |                                                      | Maria de' Medici                                          |                                              |  |  |       |  |  |                         |  |  |                             |  |
|                                               | René de Penancoët, signore de Kerouazle e Villeneuve | Guillaume de Penancoët, signore de Kerouazle e Villeneuve |                                              |  |  |       |  |  |                         |  |  |                             |  |
|                                               | René de Penancoët, signore de Kerouazle e Villeneuve | Guillaume de Penancoët, signore de Kerouazle e Villeneuve |                                              |  |  |       |  |  |                         |  |  |                             |  |
|                                               | René de Penancoët, signore de Kerouazle e Villeneuve | Guillemette Marie Barbier                                 |                                              |  |  |       |  |  |                         |  |  |                             |  |
| Guillaume de Penancoët, signore de Kérouaille | René de Penancoët, signore de Kerouazle e Villeneuve |                                                           |                                              |  |  |       |  |  |                         |  |  |                             |  |
|                                               |                                                      | Julienne Emery du Pont-l'Abbé, dama du Chef-du-Bois       | …                                            |  |  |       |  |  |                         |  |  |                             |  |
|                                               |                                                      | Julienne Emery du Pont-l'Abbé, dama du Chef-du-Bois       | …                                            |  |  |       |  |  |                         |  |  |                             |  |
|                                               |                                                      | Julienne Emery du Pont-l'Abbé, dama du Chef-du-Bois       | …                                            |  |  |       |  |  |                         |  |  |                             |  |
| Louise Renée de Penancoët de Kérouaille       |                                                      | Julienne Emery du Pont-l'Abbé, dama du Chef-du-Bois       |                                              |  |  |       |  |  |                         |  |  |                             |  |
|                                               |                                                      | Sébastien de Plœuc, marchese de Tymeur e Kergolay         | Vincent de Ploeuc, signore de Kergolay       |  |  |       |  |  |                         |  |  |                             |  |
|                                               |                                                      | Sébastien de Plœuc, marchese de Tymeur e Kergolay         | Vincent de Ploeuc, signore de Kergolay       |  |  |       |  |  |                         |  |  |                             |  |
|                                               |                                                      | Sébastien de Plœuc, marchese de Tymeur e Kergolay         | Suzanne de Coatanezre                        |  |  |       |  |  |                         |  |  |                             |  |
| Marie de Plœuc de Tymeur                      |                                                      | Sébastien de Plœuc, marchese de Tymeur e Kergolay         |                                              |  |  |       |  |  |                         |  |  |                             |  |
|                                               |                                                      | Marie de Rieux de Sourdeac                                | René de Rieux, signore de Sourdeac           |  |  |       |  |  |                         |  |  |                             |  |
|                                               |                                                      | Marie de Rieux de Sourdeac                                | René de Rieux, signore de Sourdeac           |  |  |       |  |  |                         |  |  |                             |  |
|                                               |                                                      | Marie de Rieux de Sourdeac                                | Suzanne de Saint-Melanie, dama de Bouleveque |  |  |       |  |  |                         |  |  |                             |  |
|                                               |                                                      | Marie de Rieux de Sourdeac                                |                                              |  |  |       |  |  |                         |  |  |                             |  |